# Arthroleptis bioko
Arthroleptis bioko Blackburn, 2010 è un anfibio anuro, appartenente alla famiglia degli Artroleptidi.

## Etimologia
L'epiteto specifico si riferisce al luogo dove è stata scoperta la specie, l'isola di Bioko.

## Distribuzione e habitat
È endemica della Guinea Equatoriale. Si trova sul Pico Basilé, sull'isola di Bioko.